# Stará Sklárna
Stará Sklárna, auch Stará Huť (deutsch Altglashütte) ist ein erloschener Weiler auf dem Gebiet der Gemeinde Třemešné (Zemschen) in Tschechien. Die Wüstung liegt siebeneinhalb Kilometer westlich von Bělá nad Radbuzou (Weißensulz) und gehört zum Okres Tachov.

## Geographie
Die Siedlung Stará Sklárna befand sich linksseitig über dem Tal des Nivní potok (Natschbach) inmitten ausgedehnter Wälder auf einer Rodungsinsel im böhmischen Teil des Oberpfälzer Waldes (Český les). Nördlich erhebt sich der Bukáč (571 m n.m.), im Nordosten die Lísková (Häuselberg, 606 m n.m.), östlich der Kamenný vrch (Niklasberg, 739 m n.m.) sowie im Südosten die Bukovina (Heinzenberg, 657 m n.m.). Durch Stará Sklárna führt die Staatsstraße II/198 zwischen Přimda (Pfraumberg) und Železná (Eisendorf).
Nachbarorte waren Novohradský (Nowohradsky) im Norden, Nová Ves (Neudorf), Mlýnské Domky (Mühlhäuseln) und Pavlíkov (Pabelsdorf) im Nordosten, Čečín (Zetschin) und Bělá nad Radbuzou im Osten, Annathal, Bärentanz und Karlova Huť (Karlbach) im Südosten, Ruštejn (Ruhstein) im Süden, Železná im Südwesten, Berghäusel im Westen sowie Sauhaus, Kothhaus, Rybničná (Weiherwiesenhaus) und Diana (Dianaberg) im Nordwesten.

## Geschichte
Den Ursprung der Siedlung bildete eine auf dem Gebiet der Majoratsherrschaft Meyerhöfen gelegene Glashütte, die 1754 erstmals erwähnt wurde. Nach der Stilllegung der Hütte wurde unterhalb derselben am Natschbach eine Wassermühle (Spänmühle) errichtet.
Im Jahre 1835 bestand die im Pilsner Kreis gelegene und nach Neudorf konskribierte Einschicht Alte Glashütte aus einem Meierhof und einer Mühle am Natschbach. Pfarrort war Wusleben, zuständig die Filialkirche in Neudorf. Später wurden anstelle der wüsten Glashütte einige Chaluppen errichtet und der Hof aufgegeben. Bis zur Mitte des 19. Jahrhunderts blieb Glashütte der Fideikommissherrschaft Maierhöfen mit Pfraumberg untertänig, Besitzer waren die Grafen Kolowrat-Krakowsky.
Nach der Aufhebung der Patrimonialherrschaften bildete Glashütte ab 1850 eine Ansiedlung der Gemeinde Neudorf / Nová Ves im Bezirk Tachau und Gerichtsbezirk Pfraumberg. Ab 1855 gehörte die Siedlung zum Bezirk Pfraumberg. Ab 1868 war Glashütte wieder Teil des Bezirks Tachau. Zum Ende des 19. Jahrhunderts wandelte sich der Name des Weilers in Altglashütte. Nach dem Zusammenbruch der k.k. Monarchie wurde Altglashütte 1918 Teil der neu gebildeten Tschechoslowakei. Beim Zensus von 1921 wurden für die Häusergruppe Altglashütte / Stará Sklárna keine separaten Daten veröffentlicht.  In Folge des Münchner Abkommens wurde Altglashütte im Oktober 1938 dem Deutschen Reich zugeschlagen und gehörte bis 1945 zum Landkreis Tachau. Nach dem Ende des Zweiten Weltkrieges wurde Stará Sklárna wieder Teil der Tschechoslowakei. Die deutschböhmische Bevölkerung wurde vertrieben und der Weiler aufgegeben. Als Nová Ves im Jahre 1960 nach Přimda eingemeindet wurde, war Stará Sklárna bereits erloschen. Im November 1971 wurde die Wüstung zusammen mit Nová Ves nach Třemešné umgemeindet.
Heute sind von Stará Sklárna nur noch einige Mauerreste und Obstbäume erhalten.

## Ortsgliederung
Stará Sklárna gehört zum Ortsteil Nová Ves und ist Teil des Katastralbezirkes Nová Ves pod Přimdou.